# HŠK Atena Zagreb
Hrvatski športski klub Atena iz Zagreba jedan je od starijih hrvatskih nogometnih klubova koji su sudjelovali u natjecanjima prije Prvog svjetskog rata. U prvo vrijeme članovi kluba bili su srednjoškolci. 
Godine 1915., tijekom Prvog svjetskog rata, prestaje igrati utakmice.
Prema Albumu nogometnih klubova Jugoslavije iz 1925. Atena je osnovana 12. studenog 1919. Osnivači su bili Stjepan Car, Krsto Dujmović, Josip Gatalica, Josip Grgurić, Josip pl. Jelačić, Josip Petr, Rudolf Stiplošek i Edo pl. Vukelić.
Član Zagrebačkog nogometnog podsaveza postao je 1921. godine uz još šest klubova što je rezultiralo nastankom III. razreda kojeg je Atena te sezone (1921./22.) osvojila. Krajem listopada 1929. godine ujedinio se sa zagrebačkim Borcem u novi klub naziva Hrvatski udruženi športski klub. Novonastali klub stapa se 1931. godine s HŠK Maksimirom.
Klupska adresa 1925. bila je Petrova ulica 110 na Maksimiru.

## Natjecanje i uspjesi
U prekinutom Prvenstvu Hrvatske i Slavonije 1913./14. odigrao je samo jednu utakmicu (poraz 1:7). Nakon Prvog svjetskog rata nižerazredni je zagrebački klub, odnosno klub VII. kotra. Posljednju prvenstvenu utakmicu prije udruživanja s Borcem odigrao je 20. listopada 1929. godine protiv Save (1:2) u 3. razredu Prvenstva Zagreba 1929./30.